# 藤井祐伍
藤井 祐伍（ふじい ゆうご、1986年9月9日 - ）は、日本のスーツアクター、俳優、アクション監督。福島県出身。ジャパンアクションエンタープライズ所属。

## 人物
2006年にデビュー。東映プロデューサーの武部直美曰く、俳優の仕事も多いことから1年を通してのレギュラーは敢えて入れていないとのこと。
『手裏剣戦隊ニンニンジャー』にて、アカニンジャー役を演じる。藤井にとってはこれが初レギュラーにして初メインヒーロー役となる。ただしこれは当初演じる予定であった浅井宏輔がクランクイン前に負傷したための代役であり、忍びの7まで担当した。
アクション監督の福沢博文は「大きな身体なのに運動能力が高い、アクションの勉強も熱心で信頼出来る」と高く評価している。

## 出演

### テレビドラマ
- 西村京太郎サスペンス 十津川警部シリーズ 生命（2008年、TBS） - SP 役
- サラリーマン金太郎（2008年、テレビ朝日）
- あんみつ姫2（2009年、フジテレビ） - 予選通過者 役
- 特命係長 只野仁（2009年、テレビ朝日）
- SPEC〜警視庁公安部公安第五課 未詳事件特別対策係事件簿〜 第1話（2010年10月8日 - 12月17日、TBS） - 気功で飛ばされる人 役
- チェイス〜国税査察官〜 第6話（2010年、NHK） - 捜査官 役
- ハンマーセッション! 第9話（2010年、TBS） - 佐久間 役
- 江〜姫たちの戦国〜（2011年、NHK）
- 新選組血風録（2011年、NHK）
- 陽はまた昇る（2011年、テレビ朝日） - 刑事 役
- 戦国★男士（2012年、tvk） - 井伊直政 役
- 特命係長 只野仁ファイナル（2012年、テレビ朝日） - 男 役
- クロヒョウ2 龍が如く 阿修羅編（2012年、TBS） - 阿修羅メンバー 役
- スターマン・この星の恋（2013年、フジテレビ） - アクションクルー
- 警部補 矢部謙三2（2013年、テレビ朝日） - アクションクルー
- SPEC〜零〜（2013年10月23日、TBS） - アクションクルー
- TRICK 新作スペシャル3（2014年1月12日、テレビ朝日） - アクションクルー
- MOZU Season1〜百舌の叫ぶ夜（2014年、TBS） - 南波 役ほか[7]
- ドラマW（WOWOW）
  - MOZU Season2〜幻の翼〜（2014年） - アクションクルー、スタント、隊員 役
  - 煙霞 〜Gold Rush〜（2015年） - アクションクルー
- ヤメゴク〜ヤクザやめて頂きます〜 第1話（2015年、TBS） - マル暴刑事 役
- 三匹のおっさん2（2015年、テレビ東京） - アクションクルー
- ど根性ガエル（2015年、日本テレビ） - アクションクルー
- 大杉探偵事務所 美しき標的編（2015年、WOWOW）
- レンタル救世主（2016年、日本テレビ） - アクションクルー
- CRISIS 公安機動捜査隊特捜班（2017年、関西テレビ）
- コードネームミラージュ（2017年、テレビ東京） - ペリカン
- 奥様は、取り扱い注意（2017年、日本テレビ） - 黄永輝 役[7]

### 特撮テレビドラマ
- 仮面ライダーシリーズ（テレビ朝日）
  - 仮面ライダーカブト（2006年 - 2007年）
  - 仮面ライダー電王（2007年 - 2008年）
  - 仮面ライダーキバ（2008年 - 2009年）
  - 仮面ライダーディケイド（2009年） - 仮面ライダーBLACK RX[8]、屈強な男 役ほか
  - 仮面ライダーW（2009年 - 2010年） - スミロドン・ドーパント[1]、ユートピア・ドーパント[1]、スイーツ・ドーパント[9]
  - 仮面ライダーオーズ/OOO（2010年 - 2011年） - 恐竜グリード[10]、映司グリード[1]、白ヤミー[要出典]、屑ヤミー[要出典]
  - 仮面ライダーフォーゼ（2011年 - 2012年） - ペガサス・ゾディアーツ[11]、キャンサー・ゾディアーツ[1][11]、オリオン・ゾディアーツ[1]、ユニコーン・ゾディアーツ[1]、リンクス・ゾディアーツ[1]、ドラゴン・ゾディアーツ[1]
  - 仮面ライダーウィザード（2012年 - 2013年） - ミノタウロス、ケットシー[12]、グール
  - 仮面ライダー鎧武/ガイム（2013年 - 2014年） - 曽野村の部下 役
  - 仮面ライダードライブ（2014年 - 2015年）
  - 仮面ライダーゴースト（2015年 - 2016年） - 仮面ライダースペクター（コピー・マコト）[13] 、パーフェクト・ガンマイザー[14]
  - 仮面ライダーエグゼイド（2016年 - 2017年）
- スーパー戦隊シリーズ（テレビ朝日）
  - 轟轟戦隊ボウケンジャー（2006年 - 2007年）
  - 獣拳戦隊ゲキレンジャー（2007年 - 2008年）
  - 炎神戦隊ゴーオンジャー（2008年 - 2009年）
  - 侍戦隊シンケンジャー（2009年 - 2010年）
  - 天装戦隊ゴセイジャー（2010年 - 2011年）
  - 海賊戦隊ゴーカイジャー（2011年 - 2012年）
  - 特命戦隊ゴーバスターズ（2012年 - 2013年） - エンター・ユナイト[15][1]
  - 獣電戦隊キョウリュウジャー（2013年 - 2014年） - キョウリュウシアン[16]、キョウリュウバイオレット[17]
  - 烈車戦隊トッキュウジャー（2014年 - 2015年）
  - 手裏剣戦隊ニンニンジャー（2015年 - 2016年） - アカニンジャー[18][2]
  - 動物戦隊ジュウオウジャー（2016年 - 2017年）
  - 宇宙戦隊キュウレンジャー（2017年 - 2018年）
- 牙狼-GARO- -魔戒ノ花-（2014年、テレビ東京）
- 牙狼-GARO- ハガネを継ぐ者（2024年、TOKYO MX） - 黄金騎士ガロ翔、黄金騎士ガロ闇、ハガネ、光斬騎士ザンゴ

#### テレビスペシャル
- 仮面ライダーG（2009年1月31日、テレビ朝日）
- 烈車戦隊トッキュウジャーVS仮面ライダー鎧武 春休み合体スペシャル（2014年、テレビ朝日）
- 手裏剣戦隊ニンニンジャーVS仮面ライダードライブ 春休み合体1時間スペシャル（2015年、テレビ朝日）

### 映画
- 母べえ（2008年、松竹） - 兵士 役
- ドロップ（2009年3月20日、角川映画）
- 20世紀少年 最終章 ぼくらの旗（2009年8月29日、東宝） - コンサートスタッフ 役
- TAJOMARU（2009年9月12日、ワーナー・ブラザース映画） - 桜丸軍兵士 役
- クローズZERO II（2009年、東宝） - 宝仙生徒 役
- ロストクライム -閃光-（2010年、角川映画）
- BECK（2010年、松竹）
- BRAVE HEARTS 海猿（2012年7月13日、東宝） - 山路特救隊メンバー4 役
- エイトレンジャー∞（2012年7月28日、東宝） - テロリスト 役、ヒーロー吹き替え
- 宇宙刑事ギャバン THE MOVIE（2012年、東映） - ギャバン、ブライトン[7]
- 人類資金（2013年、松竹） - 美由紀の部下 役
- トリック劇場版 ラストステージ（2014年、東宝）
- ヌイグルマーZ（2014年、キングレコード） - アクションクルー
- 絶狼-ZERO- -BLACK BLOOD-（2014年、東北新社）
- サンブンノイチ（2014年、角川映画） - アクションクルー
- エイトレンジャー2（2014年、東宝） - テロリスト 役ほか[7]
- 暗殺教室（2015年、東宝） - アクションクルー / セーフティー
- Zアイランド（2015年、角川映画） - アクションクルー
- 天空の蜂（2015年、松竹） - アクションクルー
- 暗殺教室〜卒業編〜（2016年、東宝） - チャラ 役[7]
- 真田十勇士（2016年9月、松竹）
- RANMARU 神の舌を持つ男（2016年12月3日、松竹）
- 銀魂（2017年7月14日、ワーナー・ブラザース） - 吹替え 他[7]
- HiGH&LOW THE MOVIE 2 / END OF SKY（2017年8月19日、松竹）
- 仮面ライダーシリーズ（東映）
  - 劇場版 仮面ライダーキバ 魔界城の王（2008年）[19]※ノンクレジット
  - 劇場版 さらば仮面ライダー電王 ファイナル・カウントダウン（2008年）
  - 劇場版 超・仮面ライダー電王&ディケイド NEOジェネレーションズ 鬼ヶ島の戦艦（2009年）
  - 劇場版 仮面ライダーディケイド オールライダー対大ショッカー（2009年）
  - 仮面ライダー×仮面ライダー W&ディケイド MOVIE大戦2010（2009年）
  - 仮面ライダー×仮面ライダー×仮面ライダー THE MOVIE 超・電王トリロジー（2010年）
    - EPISODE RED ゼロのスタートウィンクル
    - EPISODE BLUE 派遣イマジンはNEWトラル
    - EPISODE YELLOW お宝DEエンド・パイレーツ

  - 仮面ライダーW FOREVER AtoZ/運命のガイアメモリ（2010年） - ルナ・ドーパント[20]、犯人 役
  - 仮面ライダー×仮面ライダー オーズ&ダブル feat.スカル MOVIE大戦CORE（2010年） - プテラノドンヤミー
  - オーズ・電王・オールライダー レッツゴー仮面ライダー（2011年） - 仮面ライダー1号[21]、ショッカーグリード
  - 劇場版 仮面ライダーオーズ WONDERFUL 将軍と21のコアメダル（2011年） - ガラ怪人態[22]、鵺ヤミー[22]
  - 仮面ライダー×仮面ライダー フォーゼ&オーズ MOVIE大戦MEGA MAX（2011年）
  - 仮面ライダーフォーゼ THE MOVIE みんなで宇宙キターッ!（2012年）
  - 仮面ライダー×仮面ライダー ウィザード&フォーゼ MOVIE大戦アルティメイタム（2012年） - 仮面ライダーメテオ[20]、仮面ライダーオーズ[20]
  - 劇場版 仮面ライダーウィザード in Magic Land（2013年）
  - 仮面ライダー×仮面ライダー 鎧武&ウィザード 天下分け目の戦国MOVIE大合戦（2013年）
  - 劇場版 仮面ライダー鎧武 サッカー大決戦!黄金の果実争奪杯!（2014年）
  - 仮面ライダー×仮面ライダー ゴースト&ドライブ 超MOVIE大戦ジェネシス（2015年）
  - 仮面ライダー1号（2016年）
  - 劇場版 仮面ライダーゴースト 100の眼魂とゴースト運命の瞬間（2016年） - 仮面ライダーゼロスペクター[23]
  - 仮面ライダー平成ジェネレーションズ Dr.パックマン対エグゼイド&ゴーストwithレジェンドライダー（2016年）
  - 劇場版 仮面ライダーエグゼイド トゥルー・エンディング（2017年）
  - 仮面ライダー平成ジェネレーションズ FINAL ビルド&エグゼイドwithレジェンドライダー（2017年）
  - 仮面ライダーアマゾンズ THE MOVIE 最後ノ審判（2018年） - 仮面ライダーアマゾンオメガ[24] / 仮面ライダーアマゾンニューオメガ[25]
  - 仮面ライダー ビヨンド・ジェネレーションズ（2021年）
  - 映画 仮面ライダーギーツ 4人のエースと黒狐（2023年）
- スーパー戦隊シリーズ（東映）
  - 電影版 獣拳戦隊ゲキレンジャー ネイネイ!ホウホウ!香港大決戦（2007年）
  - 劇場版 炎神戦隊ゴーオンジャーVSゲキレンジャー（2009年）
  - 侍戦隊シンケンジャー 銀幕版 天下分け目の戦（2009年）
  - 侍戦隊シンケンジャーVSゴーオンジャー 銀幕BANG!!（2010年）
  - ゴーカイジャー ゴセイジャー スーパー戦隊199ヒーロー大決戦（2011年）
  - 海賊戦隊ゴーカイジャーVS宇宙刑事ギャバン THE MOVIE（2012年）
  - 特命戦隊ゴーバスターズ THE MOVIE 東京エネタワーを守れ!（2012年）
  - 特命戦隊ゴーバスターズVS海賊戦隊ゴーカイジャー THE MOVIE（2013年）
  - 劇場版 獣電戦隊キョウリュウジャー ガブリンチョ・オブ・ミュージック（2013年） - デスリュウジャー[17]
  - 烈車戦隊トッキュウジャーVSキョウリュウジャー THE MOVIE（2015年）
  - 手裏剣戦隊ニンニンジャーVSトッキュウジャー THE MOVIE 忍者・イン・ワンダーランド（2016年） - トッキュウ1号[26]
  - 劇場版 動物戦隊ジュウオウジャー ドキドキサーカスパニック!（2016年）
- スーパーヒーロー大戦シリーズ（東映）
  - 仮面ライダー×スーパー戦隊 スーパーヒーロー大戦（2012年）
  - 仮面ライダー×スーパー戦隊×宇宙刑事 スーパーヒーロー大戦Z（2013年）
  - 平成ライダー対昭和ライダー 仮面ライダー大戦 feat.スーパー戦隊（2014年） - 仮面ライダー1号[20]、仮面ライダーX[20]
  - スーパーヒーロー大戦GP 仮面ライダー3号（2015年） - 仮面ライダーゼロノス[27]、仮面ライダーBLACK[28]、アカニンジャー[28]

### 舞台
- 滝沢演舞城
- 憑神（2007年9月4日 - 26日、新橋演舞場 / 松竹座） - アンサンブル
- DREAM BOYS（2008年、帝国劇場 / 梅田芸術劇場） - セーフティー
- Endless SHOCK（2008年、帝国劇場） - アンサンブル
- SAMURAI 7（2012年、青山劇場） - アンサンブル

### オリジナルビデオ
- 仮面ライダーシリーズ（東映）
  - 仮面ライダーキバ アドベンチャーバトルDVD 〜キミもキバになろう〜（2008年）
  - 仮面ライダーW RETURNS（2011年）
    - 仮面ライダーアクセル - コマンダー・ドーパント[20]、ギャング 役
    - 仮面ライダーエターナル - アイズ・ドーパント[20]、ユートピア・ドーパント[20]、ヤクザ 役

  - 鎧武外伝（2015年)
    - 仮面ライダー斬月/仮面ライダーバロン - 仮面ライダータイラント[20]、黒服の男 役
    - 仮面ライダーデューク/仮面ライダーナックル - 仮面ライダーセイヴァー[20]

  - ドライブサーガ 仮面ライダーチェイサー（2016年） - ビースト・ドーパント[29]
- スーパー戦隊シリーズ（東映）
  - 帰ってきた特命戦隊ゴーバスターズVS動物戦隊ゴーバスターズ（2013年）
  - 忍風戦隊ハリケンジャー 10 YEARS AFTER（2013年） - バット・ゼ・ルンバ[20]
  - 帰ってきた獣電戦隊キョウリュウジャー 100 YEARS AFTER（2014年）
  - 帰ってきた手裏剣戦隊ニンニンジャー ニンニンガールズVSボーイズ FINAL WARS（2016年） - アカニンジャー[2]

### ネットムービー
- 仮面ライダーシリーズ
  - ネット版 仮面ライダーW FOREVER AtoZで爆笑26連発（2010年） - スミロドン・ドーパント
  - ネット版 オーズ・電王・オールライダー レッツゴー仮面ライダー 〜ガチで探せ！君だけのライダー48〜（2011年）
  - ネット版 仮面ライダーオーズ ALLSTARS 21の主役とコアメダル（2011年）
  - ネット版 仮面ライダー×スーパー戦隊 スーパーヒーロー大変 〜犯人はダレだ?!〜（2012年） - モモタロス[30]、仮面ライダーW
  - ネット版 仮面ライダーフォーゼ みんなで授業キターッ!（2012年）
  - ネット版 仮面ライダーウィザード イン マジか!?ランド（2013年）
  - 仮面ライダーアマゾンズ（2016年 - 2017年） - 仮面ライダーアマゾンオメガ[31]、仮面ライダーアマゾンニューオメガ[32][注釈 1]
- 三井不動産レジデンシャル製作WEBドラマ「タイムスリップ!堀部安兵衛」（2014年） - 吉良方 役

### PV
- Queen & Elizabeth「Love♡Wars」（2010年、エイベックス） - ライアードーパント
- 仮面ライダーガールズ「Let's Go RiderKick 2011」（2011年、エイベックス） - 仮面ライダー1号
- 中島美嘉×加藤ミリヤ「Fighter」（2014年、Sony Music）

### イベント
- JAE NAKED LIVE「がんばろう 日本！」（2011年）

## アクション監督
- 関ジャニ特命捜査班7係（2016年）
- ドライブサーガ 仮面ライダーマッハ/仮面ライダーハート（2016年）
- 仮面ライダーアマゾンズ THE MOVIE 最後ノ審判（2018年）
- 絶対零度〜未然犯罪潜入捜査〜（2018年、2020年）
- ルパンの娘（2019年）
- 仮面ライダー 令和 ザ・ファースト・ジェネレーション（2019年） - アクション監督補[33]
- がんばれいわ!!ロボコン ウララ〜!恋する汁なしタンタンメン!!の巻（2020年）
- 仮面ライダーゼロワン（2020年） - アクション監督補（第42 - 45話）
- 劇場版 仮面ライダーゼロワン REAL×TIME（2020年） - アクション監督補[34]
- 仮面ライダーセイバー（2021年） - アクション監督代行（第17章）[35]
- 劇場版 ルパンの娘 (2021年)
- 管理官キング（2022年、東映・テレビ朝日）

## 受賞
- ジャパンアクションアワード2017[36][37]
  - ベストスタントマン賞 優秀賞：『仮面ライダーアマゾンズ』
- ジャパンアクションアワード2019[38]
  - ベストスタントマン賞 優秀賞：『仮面ライダーアマゾンズ』